# Métropole de Théra, Amorgos et des îles
La Métropole de Théra, Amorgós et des îles (en grec byzantin : Ιερά Μητρόπολις Θήρας, Αμοργού και Νήσων) est un évêché de l'Église orthodoxe de Grèce. Son siège est à Fira, la capitale de l'île de Théra ou Santorin. Elle étend son ressort sur neuf îles habitées situées au sud et au sud-est de l'archipel des Cyclades et sur les îlots inhabités avoisinants. Elle compte 33 paroisses.

## La cathédrale
- C'est l'église de l'Hypapante du Sauveur à Thira (Fira).

## Métropolites
- Pantéléïmon (né Christos Rizos à Pyrgo de Tinos en 1925) d'une date inconnue à 2003.
- Epifánios (el) (né Artémis à Vroútsis d'Amorgós en 1934) de 2003 à 2021.
- Amfilóchios (el) (né Panagiótis Roussákis à Athènes en 1970).

## L'histoire
Théra fut le siège d'un évêché de l'Empire romain d'Orient, avec un premier évêque connu au IVe siècle) ; il resta durant la période ottomane dans l'obédience du patriarcat œcuménique de Constantinople, puis passa en 1831 dans celle de l'église de Grèce.

## Le territoire

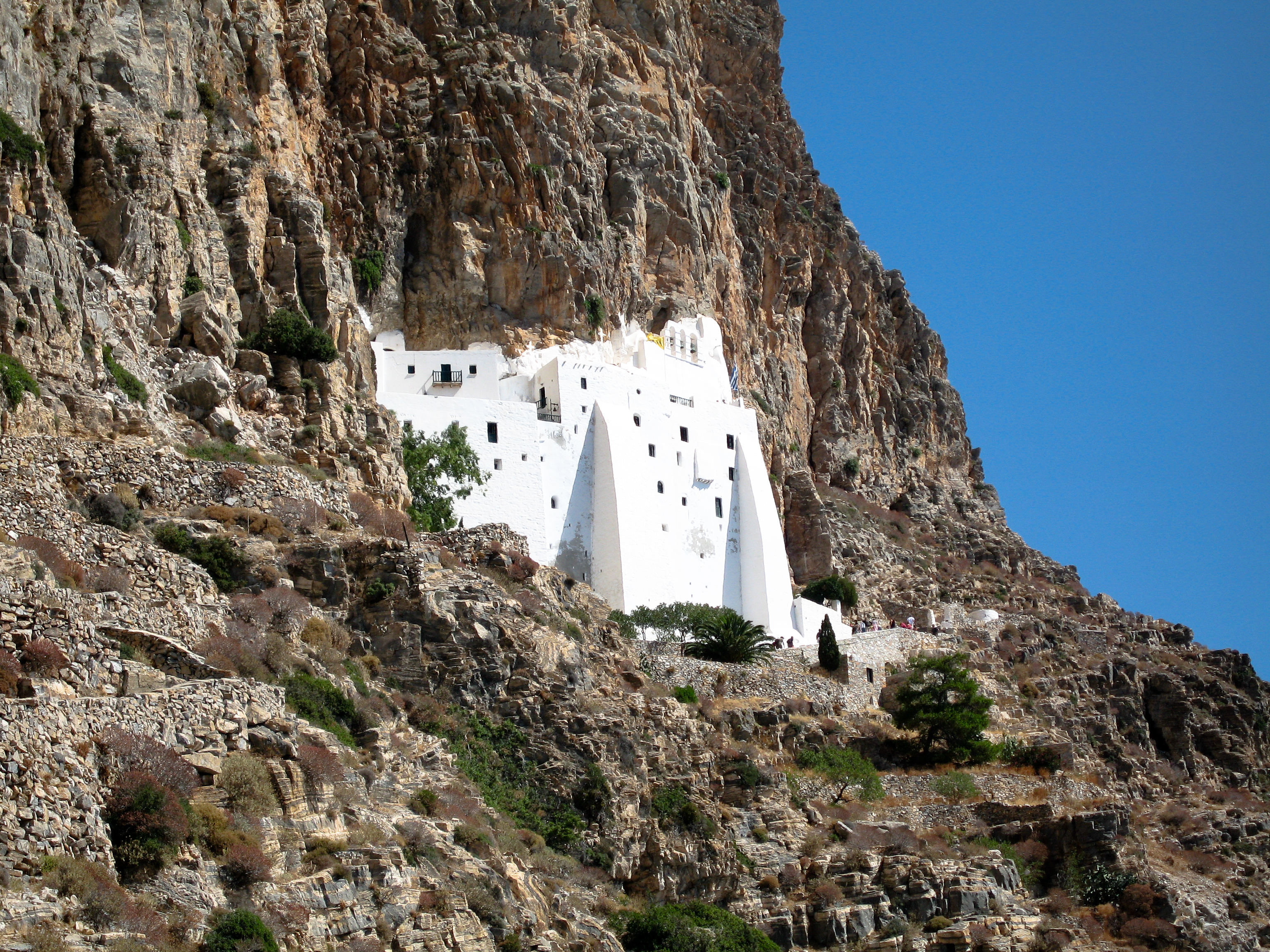
Le monastère de la Chozoviotissa sur l'île d'Amorgós.

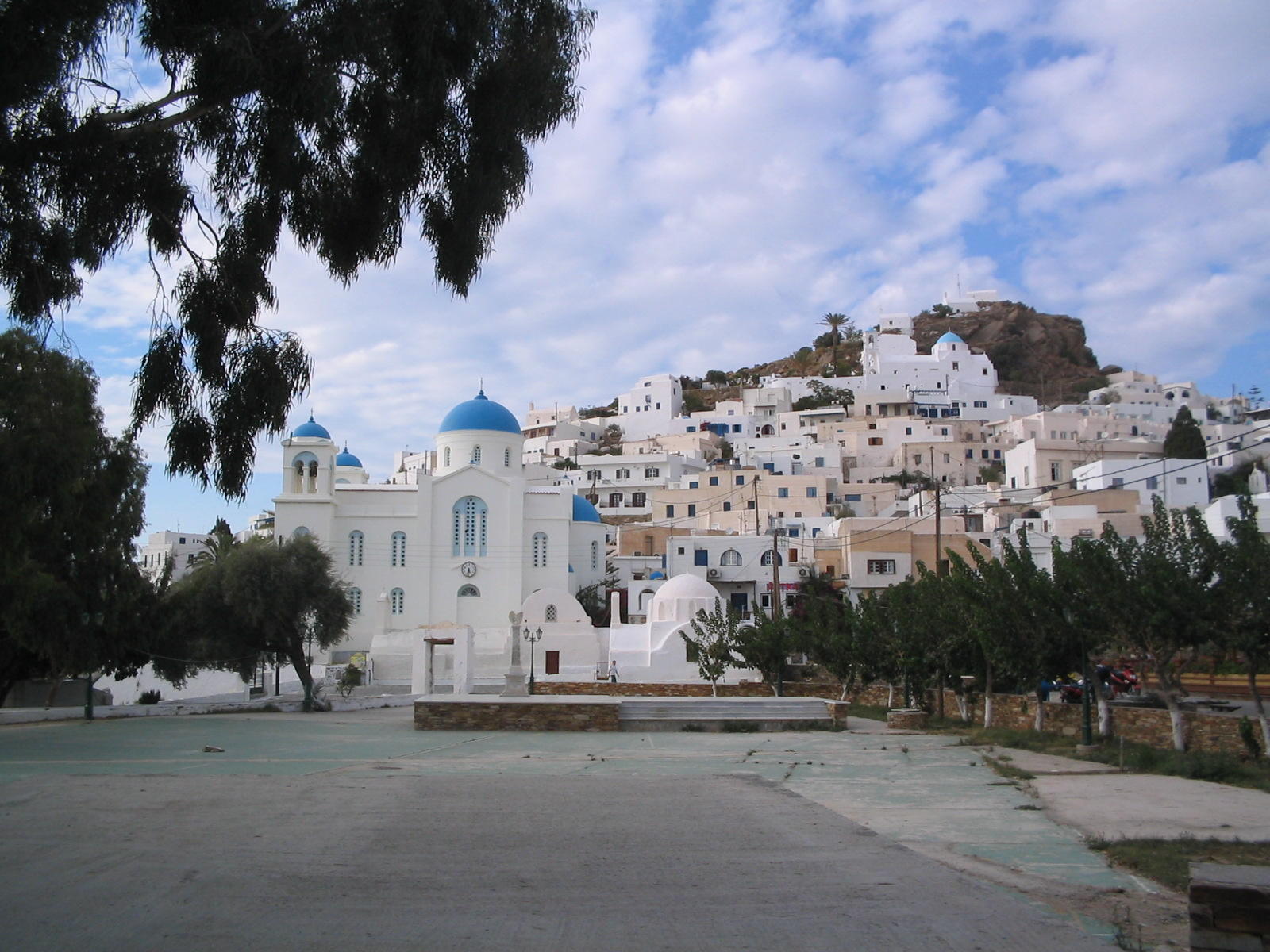
L'église de l'Annonciation sur l'île d'Ios.

### Doyenné de Théra
- Île de Théra (Santorin, 17 paroisses)
- Île d'Ios (2 paroisses)
- Île d'Anafi (1 paroisse)
- Île de Thérassia (2 paroisses)

### Doyenné d'Amorgós
- Île d'Amorgós (7 paroisses)
- Île de Koufonissia (1 paroisse)
- Île d'Iraklia (1 paroisse)
- Île de Skinoussa (1 paroisse)
- Île de Donoussa (1 paroisse)

## Les monastères

### Monastères d'hommes
- Monastère du Prophète Élie à Pýrgos Kallístis, fondé en 1700.
- Monastère Panagía Chozoviótissa à Amorgós, fondé en 1088.

### Monastères de femmes
- Monastère Saint-Nicolas à Himéroviglion de Théra, fondé en 1820.

## Les solennités locales
- La fête de l'Hypapante, à Fira, le 2 février.